# IC 3056
IC 3056 је ознака објекта на координатама са ректансцензијом 12h 14m 37,9s и деклинацијом + 13° 46" 47'. Открио га је Ројал Харвуд Фрост, 7. маја 1904. Каснијим посматрањима на том положају није уочен никакав астрономски објекат.